# Kedyw (wicekról Egiptu)
Kedyw – tytuł dziedziczny pochodzenia perskiego, używany w XIX i XX wieku przez władców Egiptu.
Tytuł „kedyw” (tur. Hıdiv), tłumaczony na język polski jako „wicekról”, a na angielski „viceroy”, został po raz pierwszy użyty nieoficjalnie przez Muhammada Alego paszę, ówczesnego osmańskiego namiestnika (wali) Egiptu i Sudanu, uznany oficjalnie przez rząd osmański w 1867, a następnie używany przez Isma’ila Paszę i jego następców do 1914.

## Etymologia
Tytuł „kedyw” trafił do języka angielskiego jako „khedive”, za pośrednictwem francuskiego „khédive”, z tureckiego „hıdıv”. Z kolei do tureckiego przeszedł z nowoperskiego „khidiw”, gdzie oznaczał „księcia”.

## Pierwszy kedyw Egiptu
W 1798 Napoleon Bonaparte pokonał broniące Egiptu wojska osmańskie, składające się w dużej mierze z potomków miejscowych mameluków. Wówczas rząd w Stambule wysłał w celu odzyskania władzy nad Nilem wojska z Rumelii (z prowincji bałkańskich imperium osmańskiego) pod wodzą Muhammada Alego Paszy. Ten pokonał wprawdzie Francuzów i wyparł ich ostatecznie z Egiptu, ale nie zamierzał również podporządkowywać się rządowi w Stambule. W 1805 Porta uznała jego tytuł paszy i namiestnika (wali) Egiptu, on jednak, wyrażając, iż jego aspiracje sięgają wyżej, przyjął tytuł kedywa (wicekróla), a w ślad za nim podobnie postąpili jego następcy: Ibrahim Pasza, Abbas I i Sa’id Pasza.

## Uznanie tytułu kedywa przez Wielką Portę
Dopiero sułtan osmański, Abdülaziz I (1861-1876) oficjalnie uznał tytuł kedywa jako należny Ismai’lowi Paszy, oraz dziedziczenie z ojca na syna zamiast zasady senioratu, która była przyjęta w imperium osmańskim, oraz w większości dynastii arabskich.

## Schyłek monarchii kedywów
26 czerwca 1879, pod naciskiem Wielkiej Brytanii i Francji Isma’il Pasza został zdetronizowany przez sułtana Abdülhamida II (1876-1909) ustępując miejsca swemu synowi, Taufikowi Paszy, bardziej ugodowemu. Isma’il Pasza przeniósł się do Neapolu, stamtąd do Stambułu, gdzie pozostawał w areszcie domowym do śmierci. Pochowany został w Kairze. W 1882 Brytyjczycy okupowali Egipt, aby wesprzeć Tawfika Paszę w obronie przeciw powstaniu nacjonalistów egipskich. Egipt pozostawał formalnie pod zwierzchnictwem Turcji osmańskiej do 1914, faktycznie jako protektorat brytyjski, a jego władcy zachowali tytuł kedywów. Dopiero po wybuchu I wojny światowej w 1914 Brytyjczycy zdecydowali się zdetronizować proosmańskiego Abbasa Hilmiego paszę i powierzyć władzę nad Egiptem powolnemu im Husajnowi Kamilowi. Doszło wówczas do zerwania nominalnych nawet więzi z Turcją, oraz zaprzestania używania tytułu kedywa.

## Ostatni kedyw Egiptu
Ostatniego kedywa Egiptu, Abbasa Hilmiego Paszę sułtanowie Egiptu, Husajn Kamil i Fu’ad I, pozbawili majątku w Egipcie i Sudanie, prawa wstępu do Egiptu, dochodzenia swoich praw przed sądami egipskimi. Abbas Hilmi Pasza formalnie abdykował 12 maja 1931 i przeniósł się do Szwajcarii, gdzie zmarł 19 grudnia 1944. Na mocy artykułu 17 traktatu lozańskiego z 1923 Turcja jako sukcesor państwa osmańskiego zrzekła się wszelkich roszczeń do Egiptu i Sudanu.